# تولنا، استونی
تولنا، استونی (به لاتین: Tuulna) یک روستا در استونی است که در دهستان کیلا واقع شده‌است.